# Robert Beavers
Robert Beavers (Brookline, Massachusetts, 1943) es un cineasta experimental estadounidense que ha vivido y realizado su obra mayoritariamente en Europa, y sus películas están llenas de referencias a la cultura europea y a determinados lugares y ciudades con los que establece una relación muy especial, creando correspondencias entre la arquitectura y la topografía de estos espacios y las formas fílmicas.

## Biografía
En 1967, con dieciocho años, Beavers llegó a Grecia con una cámara, película y algunas indicaciones de Gregory Markopoulos, cineasta determinante en su formación. Se conocieron en Nueva York, en 1965, y desde entonces hasta la muerte del cineasta griego, en 1992, compartieron una vida dedicada al cine. Las dieciocho películas en 16 mm que Beavers realizó durante ese periodo integran un ciclo que el autor designa como My Hand Outstretched to the Winged Distance and Sightless Measure, serie que resulta de un largo proceso de reedición de su obra anterior (1967-2002).
Sus primeras películas exponen su método de trabajo a través de elementos que señalan al propio dispositivo cinematográfico (máscaras, filtros, portacachés y notas, entre otros) y a la intervención directa de su «mano» en la imagen. A partir de Work Done (1972-1999) la naturaleza autorreflexiva de sus films no es tan directa, sino que se presenta de forma metafórica, a través de paralelismos entre los procedimientos propios del cine y las formas arquetípicas de los trabajos artesanales. Además de su producción cinematográfica, Robert Beavers se ha dedicado a la restauración de las películas de Markopoulos y al proyecto The Temenos: un archivo fílmico en Suiza y las proyecciones que tienen lugar cada dos años en las afueras del pueblo griego de Lyssarea.
Aunque en los años setenta y ochenta sus películas se muestran poco públicamente, en los últimos años muchas instituciones le dedican retrospectivas: la Tate Modern de Londres, el Whitney Museum de Nueva York, el Art Museum and Pacific Film Archive en Berkeley y el Filmmuseum de Viena, entre muchas otras.